# Alexander Díaz
Alexander Díaz (Nueve de Julio, 22 marzo 2000) è un calciatore argentino, attaccante del Dep. Riestra.

## Caratteristiche tecniche
È una punta centrale.

## Carriera
Cresciuto nel settore giovanile del San Lorenzo, ha esordito in prima squadra l'8 settembre 2018 disputando l'incontro di Copa Argentina vinto ai rigori contro il Colón (SF).

## Statistiche
Statistiche aggiornate al 18 agosto 2019.

### Presenze e reti nei club
| Stagione        | Squadra         | Campionato      | Campionato | Campionato | Coppe nazionali | Coppe nazionali | Coppe nazionali | Coppe continentali | Coppe continentali | Coppe continentali | Altre coppe | Altre coppe | Altre coppe | Totale | Totale | Totale |
| Stagione        | Squadra         | Comp            | Pres       | Reti       | Comp            | Pres            | Reti            | Comp               | Pres               | Reti               | Comp        | Pres        | Reti        | Pres   | Reti   |        |
| --------------- | --------------- | --------------- | ---------- | ---------- | --------------- | --------------- | --------------- | ------------------ | ------------------ | ------------------ | ----------- | ----------- | ----------- | ------ | ------ | ------ |
| 2018-2019       | San Lorenzo     | PD              | 2          | 0          | CA+CdL          | 1+1             | 0               |                    | -                  | -                  |             | -           | -           | 4      | 0      |        |
| 2019-2020       | San Lorenzo     | PD              | 3          | 0          | CA              | 1               | 0               |                    | -                  | -                  |             | -           | -           | 4      | 0      |        |
| Totale carriera | Totale carriera | Totale carriera | 5          | 0          |                 | 3               | 0               |                    | -                  | -                  |             | -           | -           | 8      | 0      |        |

## Palmarès

### Competizioni statali
- Campionato Alagoano: 1

CRB: 2024